# Пизано, Франческо
Франческо Пизано (итал. Francesco Pisano; 26 апреля 1986, Кальяри) — итальянский футболист, левый защитник клуба «Ольбия 1905».

## Карьера
Франческо Пизано воспитанник клуба «Кальяри». В возрасте 18 лет он был переведён в основную команду. 26 сентября 2004 года Пизано дебютировал в составе клуба в матче чемпионата Италии с «Лечче», в котором «Кальяри» проиграл 0:1. Всего в первом сезоне он провёл 15 встреч. В последующие два сезона Пизано начал закрепляться в стартовом составе «Кальяри», проведя по 23 игры. В сезоне 2006/07 футболист был признан вторым игроком сезона в клубе, позади Давида Суасо. В сезоне 2007/2008 Пизано слегка растерял форму из-за травмы паха и провёл за команду 18 матчей. Летом 2008 года в «Кальяри» перешёл аргентинец Карлос Матеу, который должен был составить конкуренцию Пизано за место в составе. Однако Франческо смог выиграть соперничество за место правого защитника. 19 апреля 2009 года, в возрасте 22 лет, Пизано впервые надел капитанскую повязку в «Кальяри»; в этой игре его клуб победил «Наполи» со счётом 2:0. В сезоне 2009/2010 Пизано провёл лишь 9 встреч, причиной чему стала травма, полученная в игре с «Миланом».

## Международная карьера
Пизано начал международную карьеру, проведя 15 декабря 2004 года матч за юношескую сборную Италии с командой Северной Ирландии в возрастной группе до 18 лет. С 2006 года Франческо стал играть за сборную Италии до 21 года. Он был участником молодёжного чемпионата Европы 2009, в котором Италия дошла до полуфинала. Правда, на самом турнире Пизано не провёл ни одной игры.